# Боболев, Василий Константинович
Василий Константинович Боболев (28 июля [10 августа] 1908, деревня Верхнее Ореховно, Санкт-Петербургская губерния — 7 декабря 1992 года, Москва) — советский учёный, специалист в области физики горения и взрыва конденсированных систем. Герой Социалистического Труда (1954). Лауреат двух Сталинских премий. Доктор технических наук (1954). Профессор (1968).

## Биография
Родился 28 июля (по старому стилю, 10 августа по нов. ст.) 1908 года в деревне Верхнее Ореховно в крестьянской семье.
С 1926 года Боболев работал животноводом в совхозе. С 1929 по 1931 год служил в рядах РККА.
В 1936 году окончил Ленинградский индустриальный институт по специальности «инженер-исследователь в области химической физики». Дипломную практику проходил в Институте химической физики в лаборатории взрывчатых веществ. Вскоре в эту лабораторию Боболев был распределён на работу.
В феврале 1947 года защитил кандидатскую диссертацию на тему «О детонации взрывчатых веществ вблизи предельного (критического) диаметра».
С августа 1947 года Боболев работал в КБ-11 (ныне РФЯЦ-ВНИИЭФ) на должности старшего научного сотрудника, затем — на должностях начальника лаборатории, заместителя начальника газодинамического сектора (отделения), а с мая 1952 года — на должности начальника этого сектора. Лаборатория занималась отработкой газодинамики сферических зарядов. Боболев стал одним из разработчиков первого атомного заряда РДС-1. В начале 1950-х годов работал над первой советской водородной бомбой.
Указом Президиума Верховного Совета СССР от 12 августа 1953 года («закрытым») за выдающиеся заслуги в деле создания отечественного вооружения Василию Константиновичу Боболеву присвоено звание Героя Социалистического Труда с вручением ордена Ленина и медали «Серп и Молот».
С 1955 года Боболев работал главным инженером и первым заместителем начальника Главного управления опытных конструкций Министерства среднего машиностроения СССР. На этих должностях отвечал за организацию разработки новых ядерных зарядов, а также координировал работу ядерных центров КБ-11 и НИИ-1011.
С 1960 года работал на должности начальника лаборатории и заместителя директора по научной работе в Институте химической физики, вёл научную работу по разработке экспериментальных методик и развитию математического моделирования динамики процессов деформации твердых взрывчатых веществ, баллистических порохов и твердых смесевых ракетных топлив.
С 1972 года Боболев работал на должности начальника лаборатории чувствительности взрывчатых веществ к механическим воздействиям Института химической физики. Под руководством Боболева были разработаны твердые, жидкие и смесевые взрывчатые вещества типа «окислитель-горючее». Лаборатория стала ведущей научной организацией в стране, занимающейся изучением чувствительности взрывчатых веществ.
В 1981 году Василий Константинович Боболев вышел на пенсию. Умер 7 декабря 1992 года в Москве. Похоронен на Востряковском кладбище.

## Научная сфера
Василий Константинович Боболев является автором десятков фундаментальных работ в области физики горения и взрыва конденсированных систем, по вопросам теории детонации, особенно исследования по детонационной способности взрывчатых веществ, передаче детонации, нахождению связи критических диаметров детонации взрывчатых веществ с их чувствительностью к механическим воздействиям и распространению детонации.

## Награды
- Медаль «Серп и Молот»;
- два ордена Ленина (12.8.1953, 1956);
- три ордена Трудового Красного Знамени (29.10.1949, 1951, 1981);
- Медаль «За трудовую доблесть»;
- Медаль «За трудовое отличие» (1953);
- Медаль «За доблестный труд в Великой Отечественной войне 1941—1945 гг.»;
- Сталинская премия первой степени (1951) — за разработку конструкции изделий РДС с уменьшенным весом и разработку конструкции с составным зарядом
- Сталинская премия первой степени (1953) — за разработку кинематики и динамики обжатия взрывом применительно к изделиям РДС-6с и РДС-5
- заслуженный деятель науки и техники РСФСР.